# День флажков
День флажков (нидерл. Vlaggetjesdag) — ежегодный праздник, устраиваемый в Нидерландах. Посвящён открытию нового сезона по ловле сельди. Отмечается в начале июня. Главное праздничное место — Схевенинген.

## Описание
День флажков, или День селёдки, проводится ежегодно в Нидерландах во вторую субботу июня. Главное место для торжественных мероприятий — Схевенинген (один из районов Гааги).
В субботу утром начинается соревнование Селедочного флота Её Величества за право выставить первый бочонок новой сельди на Главный селёдочный аукцион. Средства от продажи первого бочонка традиционно пойдут на благотворительные цели, а сам бочонок будет преподнесён королеве. После первого бочонка будут проданы второй и третий, вырученные деньги также пойдут на благотворительность. Стоимость выставленных на аукцион бочонков может достигать большой суммы.
После продажи первой сельди остальной малосольный харинг продаётся уже по обычной цене для всех желающих его попробовать.

## Мероприятия
Во время празднования Дня селёдки устраиваются различные мероприятия: гонки парусных судов, выступления фольклорных ансамблей, демонстрация различных ремёсел и т. д.

## Галерея

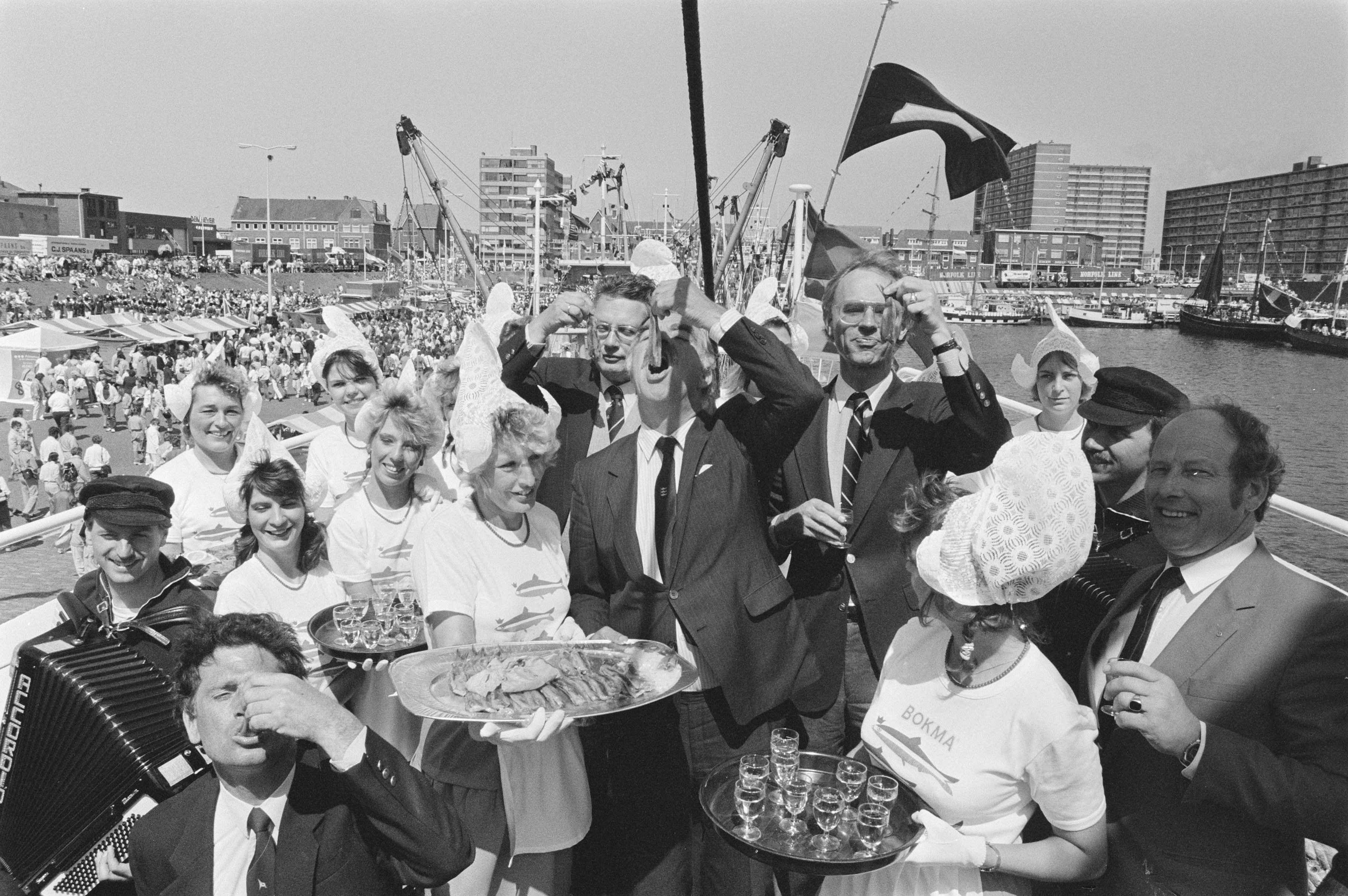
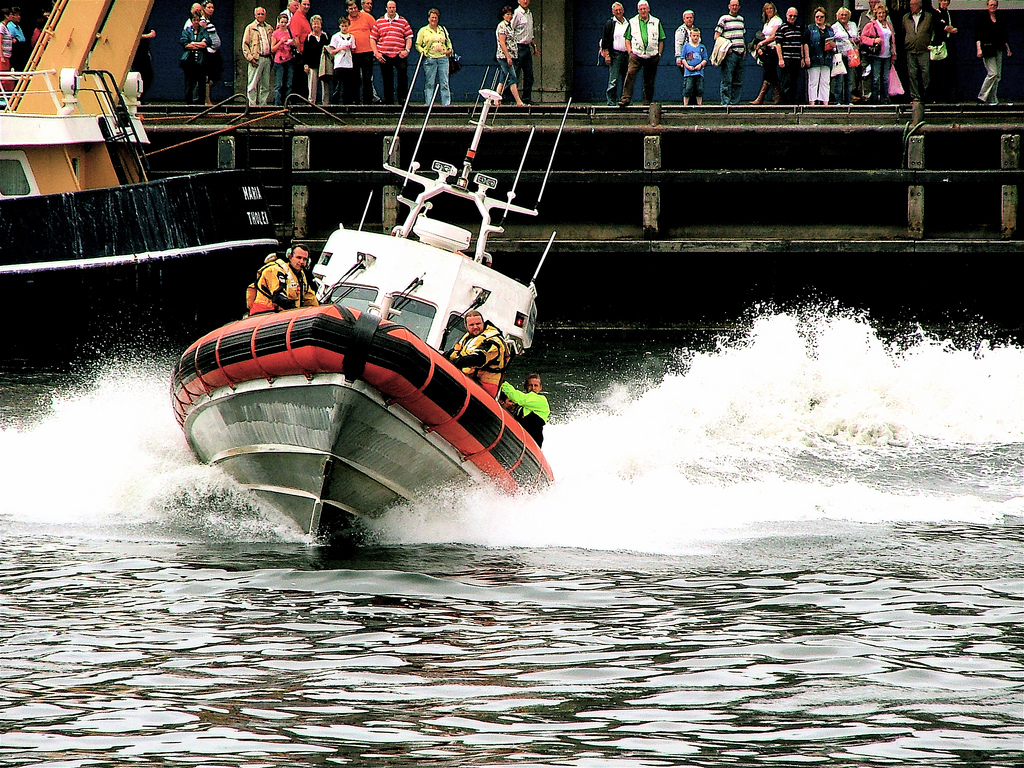
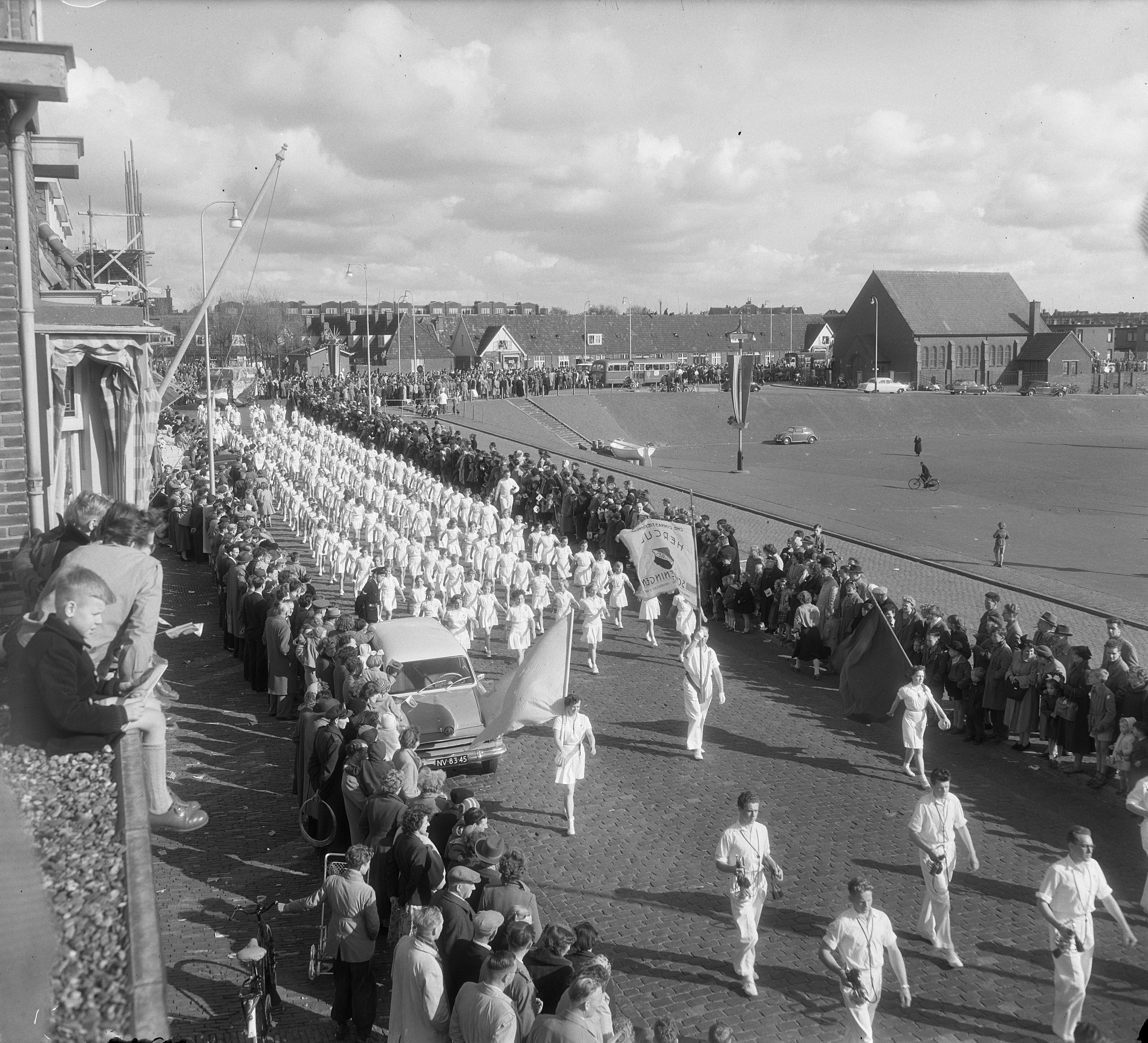
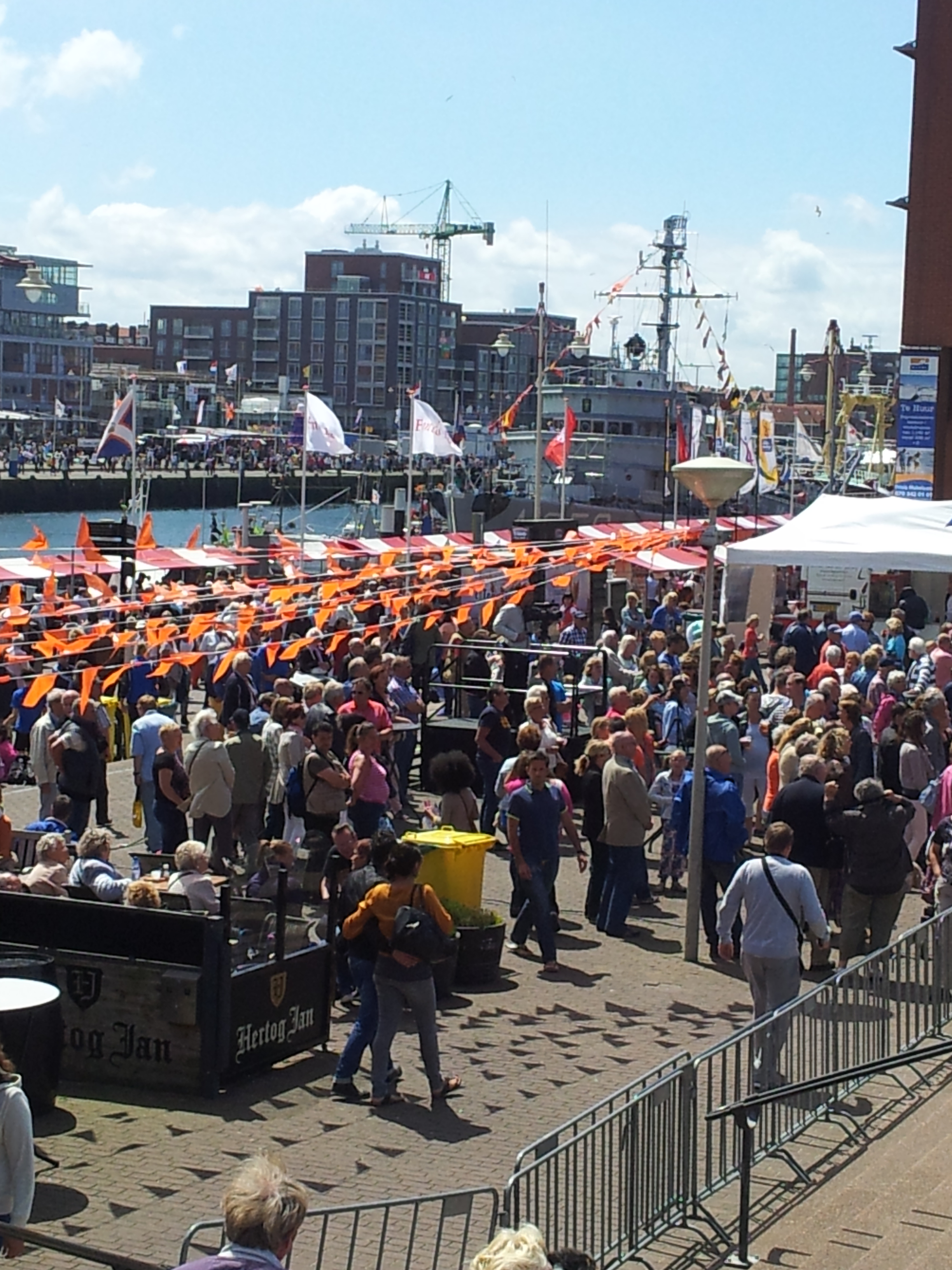
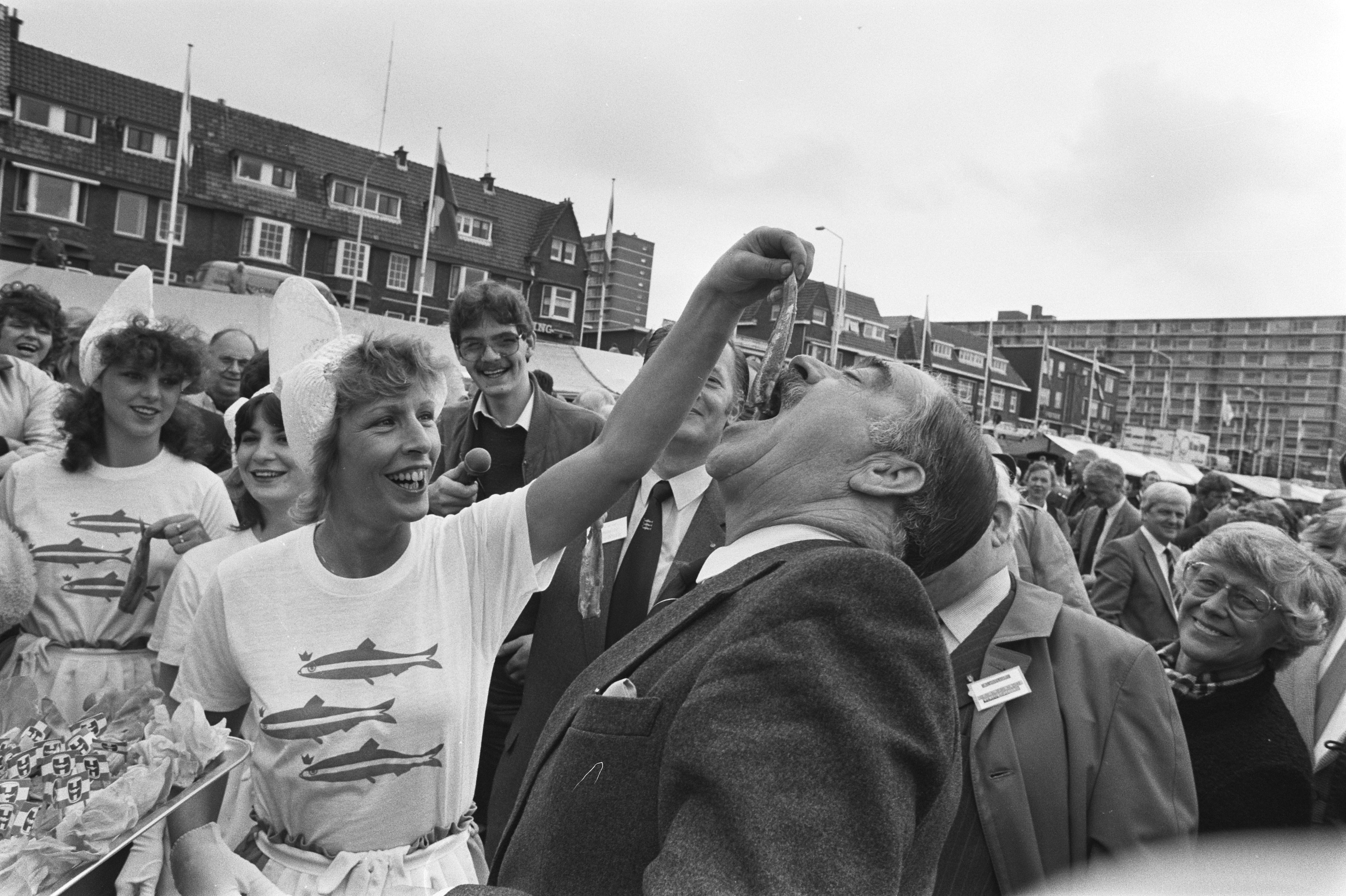